# Klement Gottwald
Klement Gottwald (23 de novembro de 1896 – 14 de março de 1953) foi um político comunista checoslovaco, antigo líder do Partido Comunista da Checoslováquia (KSČ ou CPCz ou CPC), primeiro-ministro e presidente da Checoslováquia.

## Carreira
Líder do Partido Comunista da Tchecoslováquia de 1929 até sua morte em 1953 - intitulado secretário-geral até 1945 e como presidente de 1945 a 1953. Ele foi o primeiro líder da Tchecoslováquia comunista de 1948 a 1953.
Ele foi o 14º primeiro-ministro da Tchecoslováquia de julho de 1946 a junho de 1948, o primeiro comunista a ocupar o cargo. Em junho de 1948, ele foi eleito o primeiro presidente comunista da Tchecoslováquia, quatro meses após o golpe de Estado de 1948, no qual seu partido tomou o poder com o apoio da União Soviética. Ele ocupou o cargo até sua morte.

### Liderança da Tchecoslováquia
Sob sua direção, Gottwald impôs ao país o modelo soviético stalinista de governo. Ele nacionalizou a indústria do país e coletivizou suas fazendas. Houve resistência considerável dentro do governo à influência soviética na política da Checoslováquia. Em resposta, Gottwald instigou uma série de expurgos, primeiro para remover os não comunistas, depois para remover alguns comunistas também. Alguns foram executados. Comunistas proeminentes que se tornaram vítimas desses expurgos e foram réus nos Julgamentos de Praga incluíram Rudolf Slánský, secretário-geral do partido, Vlado Clementis (o ministro das Relações Exteriores) e Gustáv Husák (líder de um órgão administrativo responsável pela Eslováquia), que foi demitido do cargo por "nacionalismo burguês". Slánský e Clementis foram executados em dezembro de 1952, e centenas de outros funcionários do governo foram enviados para a prisão. Husák foi reabilitado na década de 1960 e tornou-se o líder da Tchecoslováquia em 1969.

Em uma famosa fotografia de 21 de fevereiro de 1948, descrita também em O Livro do Riso e do Esquecimento de Milan Kundera, Clementis está ao lado de Gottwald. Quando Clementis foi acusado em 1950, ele foi apagado da fotografia (junto com o fotógrafo Karel Hájek) pelo departamento de propaganda do estado.

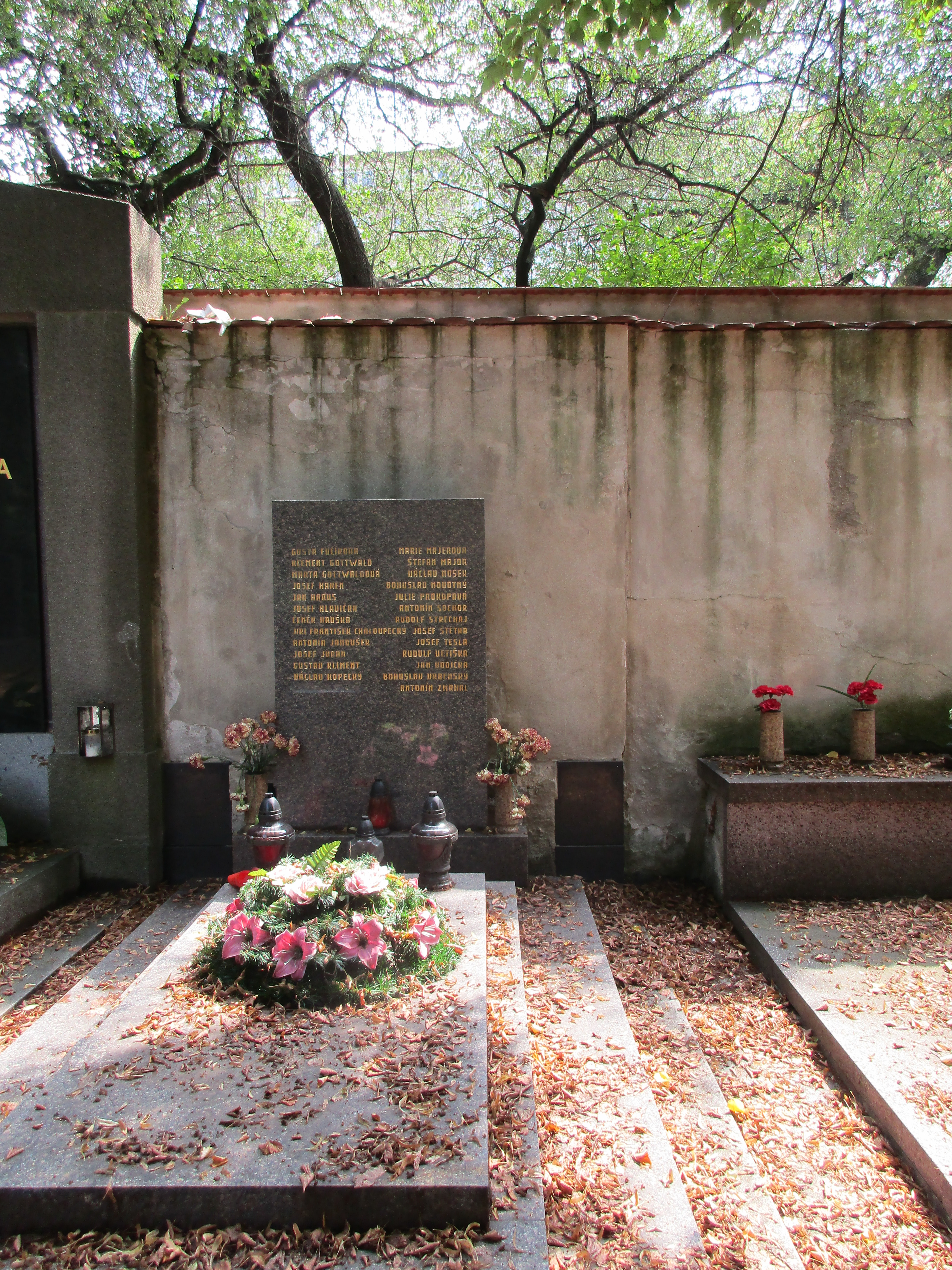
Cemitérios Olšany em Praga: Sepultura comunal de políticos comunistas, dentre eles Klement Gottwald